# Dennis A. Murphy Trophy
Die Dennis A. Murphy Trophy wurde an den besten Verteidiger der nordamerikanischen World Hockey Association verliehen. Benannt ist die Trophäe nach Dennis A. Murphy, einem Mitbegründer der WHA.

## Preisträger
| Jahr | Spieler           | Team                |
| ---- | ----------------- | ------------------- |
| 1979 | Rick Ley          | New England Whalers |
| 1978 | Lars-Erik Sjöberg | Winnipeg Jets       |
| 1977 | Ron Plumb         | Cincinnati Stingers |
| 1976 | Paul Shmyr        | Cleveland Crusaders |
| 1975 | J. C. Tremblay    | Nordiques de Québec |
| 1974 | Pat Stapleton     | Chicago Cougars     |
| 1973 | J. C. Tremblay    | Nordiques de Québec |